# مديحة بنت أحمد بن ناصر الشيبانية
مديحة بنت أحمد بن ناصر الشيبانية سياسية عمانية. وهي وزيرة التربية والتعليم من عام 2011.

## سيرة شخصية
تخرجت مديحة بنت أحمد بن ناصر الشيبانية من جامعة كاليفورنيا في بيركلي حاصلة على درجة الدكتوراه في التعليم. هي رئيسة اللجنة الوطنية العمانية للتربية والثقافة والعلوم. هي وزيرة التعليم في سلطنة عمان. في عام 2017، وضعت مجلة فوربس ميدل ايست مركزها السابع في قائمة أقوى النساء العربيات في الحكومة. تم تعيينها وزيرة التربية والتعليم في عام 2011 من قبل السلطان قابوس بن سعيد. كانت المرأة الثالثة في تاريخ عُمان لعقد منصب وزاري في الحكومة. حلت محل يحيى بن سعود السليمي، وزير التربية السابق في عام 2014 زارت اليابان في زيارة رسمية. استضافت ورعت المنتدى الخليجي الثاني لتقنية النانو في عمان. هي رئيسة اللجنة الإشرافية للمركز المتخصص للتدريب المهني للمعلمين في سلطنة عمان. في عام 2016، افتتحت مكتبة المركز والتي كانت أيضًا حول إصلاح مواقعها على الويب وصفحاتها الاجتماعية.